# Deadlight (album)
Deadlight è il quarto album in studio del gruppo musicale finlandese Before the Dawn, pubblicato il 4 aprile 2007.

## Tracce
Testi e musiche di Tuomas Saukkonen.
1. Wrath – 4:08
2. Faithless – 3:15
3. Fear Me – 4:30
4. Eternal – 4:01
5. Morning Sun – 4:51
6. Deadsong – 3:23
7. Guardian – 4:40
8. Star of Fire – 3:17
9. Reign of Fire – 3:15
10. Gehenna – 4:15
11. The Bitter End – 4:22
12. [Untitled] – 3:26
13. Deadsong (video) – 3:26

## Formazione
- Tuomas Saukkonen - voce, chitarra, batteria, tastiera
- Juho Räihä - chitarra
- Lars Eikind - voce, basso
- Katja Vauhkonen - voce